# David Hope
James Arthur David Hope, barone Hope di Craighead (27 giugno 1938), è un avvocato e giudice britannico.

## Biografia
David Hope è nato il 27 giugno 1938 ed è figlio dall'avvocato edimburghese Arthur Henry Cecil Hope e di Muriel Ann Neilson Hope (nata Collie).
È stato educato alla Edinburgh Academy e alla Rugby School. Ha svolto il servizio militare come ufficiale degli Seaforth Highlanders tra il 1957 e il 1959 dove ha raggiunto il grado di tenente. Nel 1959 ha iniziato gli studi al St John's College dell'Università di Cambridge. Nel 1962 ha conseguito un Bachelor of Arts in studi classici. Rientrato in Scozia, ha proseguito gli studi presso la Facoltà di giurisprudenza dell'Università di Edimburgo. Nel 1965 ha conseguito un Bachelor of Laws.
Nel 1965 ha iniziato a lavorare come avvocato e nel 1978 è entrato nel Queen's Counsel. Ha servito come consigliere junior standing in Scozia presso il Board of the Inland Revenue dal 1974 al 1978 e come advocate depute dal 1978 al 1982, perseguendo casi per conto della Corona. In seguito è stato presidente del Medical Appeal Tribunal e del Pensions Appeal Tribunal dal 1985 al 1986 e e decano della Facoltà degli avvocati dal 1986 al 1989.
Nel 1989 è diventato senatore del College of Justice, assumendo il titolo giudiziario di lord Hope, Lord Justice General e Lord Presidente della Court of Session, il più alto grado della magistratura scozzese. In seguito è diventato membro del Consiglio privato di sua maestà.
Il 31 dicembre 1994 è stata annunciata la sua prossima creazione a barone. Il 28 febbraio 1998 è stato creato pari a vita con il titolo di barone Hope di Brockwell di Craighead, di Bamff nel distretto di Perth e Kinross. Nel 1996 ha lasciato l'ufficio di Lord President per diventare lord of appeal in ordinary. Gli è succeduto lord Alan Rodger, barone Rodger di Earlsferry. Il 21 aprile 2009 è stato nominato second senior lord of appeal in ordinary. Il 1º ottobre 2009 è entrato a far parte della Corte suprema del Regno Unito come vicepresidente. Il 26 giugno 2013 ha lasciato l'incarico.
Nel novembre del 2014 è stato annunciato che Lord Hope sarebbe stato nominato lord alto commissario all'Assemblea Generale della Chiesa di Scozia nel 2015.
In seno alla Camera dei lord è convenor dei pari indipendenti dal 28 settembre 2015.
Lord Hope è stato cancelliere dell'Università di Strathclyde dal 1998 all'ottobre 2013. Nel 2000 è stato nominato socio dello stesso ateneo.
Ha ricevuto lauree honoris causa dall'Università di Aberdeen nel 1991, dall'Università di Strathclyde nel 1993 e dall'Università di Edimburgo nel 1995. Nel 2007 ha ricevuto il David Kelbie Award dall'Istituto della Scozia contemporanea. Precedentemente è stato professore onorario di giurisprudenza presso l'Università di Aberdeen. È membro onorario della Canadian Bar Association dal 1987 e della Society of Legal Scholars dal 1991, membro onorario dell'American College of Trial Lawyers dal 2000 e honorary bencher di Gray's Inn dal 1989 e dell'Inn of Court of Northern Ireland dal 1995. Dal 2008 è presidente onorario della Student Law Review di Edimburgo.
Il 30 novembre 2009, giorno di Sant'Andrea, lord Hope è stato nominato cavaliere dall'Ordine del Cardo dalla regina Elisabetta II. L'Ordine del Cardo è il più alto ordine cavalleresco scozzese. Nel Regno Unito nel suo insieme è secondo solo all'Ordine della Giarrettiera. L'ordine onora gli uomini e le donne scozzesi che hanno ricoperto cariche pubbliche o che hanno contribuito in qualche modo alla vita nazionale.

## Vita personale
Nel 1966 ha sposato Katharine Mary Kerr, figlia dell'avvocato Mark Kerr, con la quale ha due figli e una figlia.